# Лейпельт, Ханс
Ханс Конрад Лейпельт (18 июля 1921 года — 29 января 1945 года) — член Белой Розы — организации сопротивления в нацистской Германии, и родом из Австрии.

## Биография
Ганс был рождён в Вене. Его отец, Конрад Лейпельт, был инженером-строителем, а его мать Катарина была химиком из христианской семьи с еврейскими корнями. В 1925 году отец Ханса принял должность директора фабрики в Вильгельмсбурге, и семья переехала в Гамбург. Из-за еврейского происхождения Катарины Лейпельт, семья столкнулась с репрессиями нацистских законов Нюрнберга с 1935 года.
Ханс окончил среднюю школу и получил аттестат в 1938 году, после чего поступил на службу в Службу труда Рейха и Вермахт. Во время западной кампании он познакомился с Карлом Людвигом Шнайдером, с которым вскоре развилась крепкая дружба. В июне 1940 года он был награждён Железным Крестом второго класса и знаком «Уничтожения танков» во время французской кампании. Позже его честь была позорно оскорблена, и он был уволен из Вермахта, так как был Мишлингом первой степени.
Осенью 1940 года он начал учиться на факультете химии Гамбургского университета, но в зимнем семестре 1941—1942 года перевёлся на факультет химии Мюнхенского университета в качестве студента Генриха Отто Вильланда. Лейпельт был допущен к обучению в Мюнхене только благодаря влиянию профессора Вильланда, который, будучи лауреатом Нобелевской премии по химии 1927 года, имел личную свободу выбора своих студентов. Через Шнайдера Лейпельт также познакомился с Маргаретой Роте и Хайнцем Кухарски, которые также были критически настроены к нацистскому режиму.

## Арест и смерть
После казни Софии и Ханса Шолль и Кристофа Пробста 22 февраля 1943 года, Ханс Лайпельт получил копию шестой листовки «Белой розы» позже в том же месяце. Вместе с Мари-Луизой Ян они использовали печатную машинку, чтобы сделать копии, которые он привёз в Гамбург в апреле 1943 года и распространил среди своей семьи и друзей. Они добавили дополнение: «Их дух всё равно жив!» в честь своих друзей.
В конце осени 1943 года Лайпельт и Ян были обвинены в сборе денег для вдовы казнённого профессора Курта Хубера и были арестованы вместе с 19 другими активистами. Ханс Лайпельт был приговорён к смертной казни 13 октября 1944 года в Донаувёрт у Народного суда, обвиняемый в измене за прослушивание иностранных вещателей, разрушение военных сил и приютстве «вражеской привилегированности». Ян была приговорена к 12 годам трудовой тюрьмы (пенитенциарное учреждение). Ханс Лайпельт был казнён гильотиной 29 января 1945 года в тюрьме Штадельхайм. Лайпельт был похоронен на кладбище в Перлахском лесу.